# Benthocometes robustus
La brotola gialla (Benthocometes robustus (Goode e Bean, 1886)
) è un pesce osseo marino della famiglia Ophidiidae. È l'unico rappresentante del genere Benthocometes.

## Distribuzione e habitat
Questo pesce si incontra in tutto il mar Mediterraneo e nell'Oceano Atlantico sia occidentale che orientale. È presente anche nel mar dei Caraibi. Nei mari italiani non è comune.
Vive su fondali fangosi ad elevate profondità, tra 300 e circa 900 m.

## Descrizione
Questo pesce ha una sagoma piuttosto tozza e panciuta, con testa abbastanza grande. La bocca è orizzontale e raggiunge il bordo posteriore dell'occhio, che è abbastanza grande. Il muso è corto ed arrotondato. L'opercolo branchiale ha due spine, uno dietro l'occhio e l'altro all'altezza delle pinne pettorali. La pinna dorsale è bassa e molto lunga, la pinna anale è simile ma più breve. Entrambe queste pinne sono saldate alla piccola pinna caudale che però è ben distinta e visibile perché formata da raggi più lunghi. Le pinne ventrali sono inserite sotto l'opercolo e sono formate da due raggi; le pinne pettorali, invece, sono abbastanza grandi. Scaglie molto piccole presenti su tutto il corpo ed anche sulla testa. La linea laterale è incompleta: termina all'incirca al quarto posteriore del corpo ed è assente sul peduncolo caudale.
La colorazione del corpo è grigio argentato con sfumature giallastre con numerosissimi punti scuri (melanofori).
Raggiunge al massimo i 15 cm di lunghezza.

## Alimentazione
Si nutre di piccoli invertebrati.

## Riproduzione
Si è supposto che questa specie, come altri Ophidiidae di acque profonde, fosse vivipara o ovovivipara ma è ormai accertato che invece produce uova pelagiche in ammassi gelatinosi.

## Pesca
Si cattura di rado con le reti a strascico e non ha nessun valore alimentare.